# Williamston (Carolina del Sud)
Williamston és una població dels Estats Units a l'estat de Carolina del Sud. Segons el cens del 2000 tenia 3.791 habitants.

## Demografia
Segons el cens del 2000, Williamston tenia 3.791 habitants, 1.590 habitatges i 1.090 famílies. La densitat de població era de 407,7 habitants/km².
Dels 1.590 habitatges en un 27,6% hi vivien nens de menys de 18 anys, en un 49,9% hi vivien parelles casades, en un 14% dones solteres, i en un 31,4% no eren unitats familiars. En el 28,8% dels habitatges hi vivien persones soles el 14,7% de les quals corresponia a persones de 65 anys o més que vivien soles. El nombre mitjà de persones vivint en cada habitatge era de 2,38 i el nombre mitjà de persones que vivien en cada família era de 2,91.
Per edats la població es repartia de la següent manera: un 22,8% tenia menys de 18 anys, un 7,4% entre 18 i 24, un 28,3% entre 25 i 44, un 22,7% de 45 a 60 i un 18,9% 65 anys o més.
L'edat mediana era de 40 anys. Per cada 100 dones de 18 o més anys hi havia 86,7 homes.
La renda mediana per habitatge era de 31.458 $ i la renda mediana per família de 37.679 $. Els homes tenien una renda mediana de 30.585 $ mentre que les dones 21.771 $. La renda per capita de la població era de 14.085 $. Entorn del 9,4% de les famílies i el 12,3% de la població estaven per davall del llindar de pobresa.

## Poblacions més properes
El següent diagrama mostra les poblacions més properes.